# Rudolf von Valentini
Pour les articles homonymes, voir Valentini.

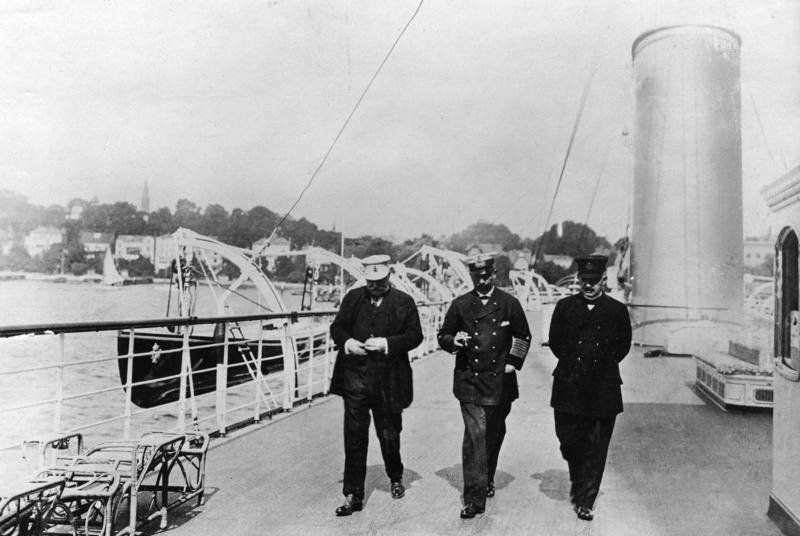
Bernhard von Bülow, Guillaume II et Rudolf von Valentini (de gauche à droite) à bord du Hohenzollern à Kiel, 1908

Rudolf von Valentini (né le 1er octobre 1855 à Crussow près d'Angermünde et mort le 18 décembre 1925 à Hamelin) est un fonctionnaire et homme politique allemand.

## Biographie
Rudolf von Valentini est le fils d'un officier de l'armée prussienne. Il étudie le droit à Strasbourg et est avocat stagiaire au gouvernement de Köslin depuis 1879. En 1882, il passe à l'administration et à partir de 1886, il est assesseur du gouvernement à Königsberg. De 1888 à 1899, il est administrateur de l'arrondissement d'Hamelin. En 1899, il rejoint le cabinet civil secret de l'empereur Guillaume II à Berlin en tant que conseiller secret du gouvernement, où il est promu conseiller secret du gouvernement en 1902. En 1906, il succède à Kurt von Dewitz comme président du district de Francfort et en 1908 chef du cabinet civil secret. À ce titre, il soutient la nomination de Bethmann Hollweg au poste de chancelier impérial et devient son associé le plus proche. Tous deux sont des adversaires de la politique navale et de la politique conséquente d'affrontement avec la Grande-Bretagne. Valentini organise la démission du général Erich von Falkenhayn en tant que chef du commandement suprême de l'armée à l'automne 1916 et son remplacement par le maréchal Paul von Hindenburg et le général Erich Ludendorff. En août 1916, Valentini persuade de l'empereur Guillaume II de continuer la guerre. En mai 1917, il tente en vain d'éviter la chute de Hollweg et œuvre par la suite pour que Georg Michaelis lui succède.
Il démissionne le 17 janvier 1918 sous la pression de Ludendorff. Son successeur à la tête du cabinet civil est Friedrich von Berg, qui, en tant que partisan inconditionnel d'une paix victorieuse, doit, selon les attentes de Ludendorff et de Hindenburg, encourager plus fortement que Valentini la volonté d'endurance de l'empereur, notoirement inconstant.
Valentini est depuis 1908 membre honoraire de la Société d'anthropologie et d'études classiques de Basse-Lusace, depuis 1913 membre de la Société paléontologique (de) et depuis 1914 membre honoraire de l'Académie prussienne des sciences.